# Мирчо Асенов
Мирчо Асенов Стойков (Ежов) е български партизанин, а след 9 септември 1944 г. е български военен деец – офицер, генерал-полковник.

## Биография
Роден е на 20 януари 1918 година в кюстендилското село Долно Уйно. Завършва Кюстендилската гимназия (септември 1933-септември 1937). След това до септември 1938 г. работи в стопанството на родителите си. От 1932 година е член на РМС, а от 1942 и на БКП. През 1942 г. завършва история в Софийския университет. Стажант е в трета мъжка гимназия в София до септември 1943 г. През септември 1943 г. изкарва военна служба в 18-а допълнителна пехотна дружина в Кюстендил. От 9 януари 1944 г. бяга от там и се включва в Кюстендилския отряд „Драговищица“ като партизанин, а след това командир на чета. От май 1944 г. е политически комисар на отряда. От 15 септември е на служба в 13-и гвардейски полк и е помощник-командир на доброволческа дружина във войната срещу Германия. От януари до май 1945 г. е учител в Кюстендил. Между май и декември 1945 г. е командир на рота в тринадесети пехотен полк. В периода декември 1945-октомври 1946 г. учи във Военното училище в София. От октомври 1946 г. е командир на рота в първи брониран полк до януари 1947 г. Между януари 1947 и септември 1948 г. е началник на секция в канцеларията на Министерството на народната отбрана в отдел „Кадри“. В периода септември 1948-декември 1951 г. учи във Военната академия „Фрунзе“. Завършва и Военната академия на Генералния щаб на СССР „Климент Ворошилов“ (1963). От ноември 1951 г. е полковник. Бил е командир на седма мотострелкова дивизия два пъти (декември 1951 – декември 1953 и януари 1955 – март 1957). От 1953 до 1955 г. е заместник-началник на управление „Кадри“ в Министерството на народната отбрана. От 1957 до 1961 г. е началник на управлението. От май 1958 г. е генерал-майор. Между 10 юни 1967 и 12 октомври 1971 е началник на втора армия. През 1971 година става заместник-министър на народната отбрана, като остава на този пост до 1989 г. На този пост той се води и началник на Футболния клуб ЦСКА, както и на Инженерното и Химическото управления на българската армия и Факултета за физическа подготовка и спортния комитет и други. Отговаря за общите въпроси и гранични войски. Едновременно с това е и главен инспектор на българската народна армия. В периода 1976 – 1990 е член на ЦК на БКП. Носител е на два ордена „Георги Димитров“. През 1989 г. получава званието герой на социалистическия труд на България. Автор е на мемоарната книга „Горещи пътеки“. Умира на 5 април 2005 г.

## Образование
- Кюстендилска гимназия (септември 1933-септември 1937)
- Историко-филологическия факултет, СУ „Св. Климент Охридски“ до 1942, специалност „История“
- Военно училище в София (декември 1945-октомври 1946)
- Военна академия „Фрунзе“ (септември 1948-декември 1951)
- Военна академия на Генералния щаб на СССР „Климент Ворошилов“ – до 1963